# Leskea rufescens
Leskea rufescens là một loài Rêu trong họ Leskeaceae. Loài này được (Dicks. ex Brid.) Schwägr. mô tả khoa học đầu tiên năm 1816.